# Christie Brinkley
Christie Lee Hudson, més coneguda com a Christie Brinkley (Detroit, Michigan, 2 de febrer de 1954) és una top model estatunidenca, coneguda especialment per les seves tres aparicions a la portada de la Sports Illustrated swimsuit Issue el 1979, 1980 i 1981, per la llarga durada del seu contracte amb CoverGirl i per ser ex-dona del músic Billy Joel. Tots dos tenen una filla, la cantant Alexa Ray Joel.
Brinkley, que parla amb fluïdesa el francès, també ha treballat com a actriu, il·lustradora, fotògrafa i dissenyadora, i com a activista pels drets humans i dels animals i el medi ambient.
Les seves finances ascendeixen a un valor estimat de 80 milions de dòlars, principalment com a propietària immobiliària de bona part de The Hamptons.